# Smardów
Smardów [pronunciación en polaco: /ˈsmarduf/] es un pueblo ubicado en el distrito administrativo de Gmina Przygodzice, dentro del distrito de Ostrów Wielkopolski, Voivodato de Gran Polonia, en el oeste de Polonia central. Se encuentra aproximadamente a 13 kilómetros al sureste de Ostrów Wielkopolski y a 111 kilómetros al sureste de la capital regional Poznan.